# 丘シカ地下イカ坂
「丘シカ地下イカ坂」（おかシカちかイカさか）は、2020年4月・5月に、NHKの『みんなのうた』で放送された楽曲。歌と編曲はSAKANAMON、作詞と作曲はSAKANAMONのヴォーカル＆ギターである藤森元生。
坂道を行ったり来たりする鹿とイカの交流を歌った楽曲。
アニメーションは、番組初参加の姫田真武が制作した。
2020年4月17日に曲が配信リリースされた。